# Glenn Hoddle
Glenn Hoddle (Hayes, 27 oktober 1957) is een Engels voetbaltrainer en oud-voetballer van Tottenham Hotspur, AS Monaco, Swindon Town en Chelsea. Hoddle wordt door velen bestempeld als de beste Engelse middenvelder van de jaren zeventig en tachtig.

## Interlandcarrière
Hoddle speelde 53 keer voor de nationale ploeg van Engeland, en scoorde acht keer voor The Three Lions in de periode 1979-1988. Onder leiding van bondscoach Ron Greenwood maakte hij zijn debuut op 22 november 1979 in de EK-kwalificatiewedstrijd tegen Bulgarije (2-0), net als Kevin Reeves (Norwich City). Hoddle nam in dat duel de tweede treffer voor zijn rekening. Hij nam met Engeland deel aan twee WK-eindronden (1982 en 1986), en tweemaal aan het EK voetbal: 1980 en 1988.

## Trainerscarrière
Als trainer leidde hij het Engels voetbalelftal op het wereldkampioenschap voetbal 1998. Engeland verloor toen in de tweede ronde van Argentinië. Op 3 februari 1999 werd Hoddle door de FA ontslagen als bondscoach van de Engelse nationale ploeg. Aanleiding vormde zijn uitspraak dat gehandicapten hun handicap hebben gekregen vanwege fouten in een vorig leven. Eerder was hij al negatief in het nieuws gekomen door zijn WK-dagboek. Daarin uitte Hoddle kritiek op enkele spelers. Hoddle was de eerste bondscoach die zijn ontslag kreeg sinds in 1974 Sir Alf Ramsey diende te vertrekken. Hoddle was de jongste bondscoach in de geschiedenis van de FA, toen hij in 1996 aantrad als opvolger van Terry Venables. Hij was daarvoor speler-manager van Chelsea.